# 篾里卡惕·阿迦
篾里卡惕·阿迦（—1447年），帖木兒帝國蘇丹沙哈魯之妻（曾嫁給其兄長烏馬爾·沙黑）。

## 生涯
篾里卡惕是東察合台汗國可汗黑的兒火者的女兒，像許多其他蒙古公主一樣，她嫁給帖木兒王朝，作為使帖木兒王朝統治合法化的一種手段。她的丈夫是帖木兒的長子烏馬兒·沙黑，而她的妹妹圖曼·阿加後來成為帖木兒的妻子。篾里卡惕和她的丈夫有四個兒子：皮爾·馬黑麻、昔干答兒、拜卡拉·米爾扎和艾哈邁德。1394年烏馬兒·沙黑去世後，她隨後與他的弟弟沙哈魯再婚，並育有一子索尤加特米什。
儘管她擁有崇高的血統，但在沙哈魯登上王位後，篾里卡惕只擔任初級妻子，正妻是非皇室成員高哈爾紹德，帖木兒的一位親密追隨者的女兒。因此，目前尚不清楚她的第一次婚姻中給她的兒子們帶來了多少優勢。事實上，可能是因為這些長子，他們中的大多數人在沙哈魯統治早期都叛亂了，篾里卡惕的地位較低。這種從屬角色甚至延伸到索尤加特米什，與高哈爾紹德的兒子相比，他從父親那裡獲得了較低的軍事職位，在相對孤立的喀布爾總督職位上任職。
像許多帖木兒王室女性一樣，馬利卡特贊助了宗教建築的建設，例如蘇菲派哈納卡道堂。在她的贊助下，赫拉特最早專門從事醫學教學的伊斯蘭學校也建立了，與巴爾赫的一個類似機構一起，該機構進一步充當商隊旅舍。
她的丈夫早於她去世，但比她的幾個兒子活得更久，她最後安葬於巴爾赫一間伊斯蘭學校內。